# Voloicel, Mehedinți
Voloicel este un sat în comuna Voloiac din județul Mehedinți, Oltenia, România.